# Ameenah Gurib-Fakim
Ameenah Gurib-Fakim, geboren als Bibi Ameenah Firdaus Gurib (Surinam, 17 oktober 1959), is een Mauritiaans politica. Van 5 juni 2015 tot 23 maart 2018 was zij de zesde president van Mauritius en daarmee de eerste verkozen vrouwelijke president van dat land.

## Biografie
Bibi Ameenah Firdaus Gurib werd geboren in het dorpje Surinam in het district Savanne. Ze voltooide haar studies aan de universiteiten van Surrey en Exeter in het Verenigd Koninkrijk; ze promoveerde in 1987 in de organische chemie. In 2001 werd ze benoemd tot voorzitter van de organische chemie aan de Universiteit van Mauritius. Ze was van 2004 tot 2010 decaan van de faculteit Wetenschappen en werkte als consultant voor internationale instellingen, waaronder de Wereldbank.

### Politieke carrière
Op 4 juni 2015 werd Ameenah Gurib-Fakim unaniem gekozen als president van Mauritius door de Nationale Vergadering. Ze werd daarmee de eerste fulltime vrouwelijke president van het land en de derde vrouw die als staatshoofd heeft gediend, na koningin Elizabeth II (1968–1992) en Monique Ohsan Bellepeau, die gedurende twee korte periodes (in 2012 en 2015) optrad als waarnemend president.
Gurib-Fakim diende haar ambtstermijn als president, die normaal vijf jaar bedraagt, niet uit. Ze trad in maart 2018 voortijdig af in verband met een verduisteringsschandaal, waarbij zij ervan beschuldigd werd een groot geldbedrag van een ngo verduisterd te hebben.

### Privé
Ameenah Gurib is sinds 1988 gehuwd met Anwar Fakim. Ze heeft twee kinderen en is een moslima.
- Bibsys: 14041088
- Bibliothèque nationale de France: cb125712623 (data)
- CiNii: DA18084554
- Gemeinsame Normdatei: 128570857
- International Standard Name Identifier: 0000 0000 5766 1855
- Library of Congress Control Number: n95912291
- Nationale Bibliotheek van Israël: 987007376659005171
- Nederlandse Thesaurus van Auteursnamen: 262278278
- Système universitaire de documentation: 088536025
- Virtual International Authority File: 51808329
- WorldCat: E39PBJr3yMDV7699xh8dKX7rbd